# 失語的鱷魚社會
《失語的鱷魚社會》（The Crocodile Society Of Aphasia）為台灣後搖滾樂團阿飛西雅第一張錄音室專輯，於2008年9月12日由小白兔唱片發行，當天晚上在The Wall Live House舉辦專輯首賣派對，和濁水溪公社主唱小柯、閃靈樂團Dani、Doris同臺演出。

## 專輯簡介
這是失語的鱷魚社會，一個失去感動能力、虛情假意，看似美好卻膚淺的社會。 透過封面的影像， 面對眼前充斥不滿的書寫、謾罵，男人低頭無語：沒有語言，不代表沒有意見。阿飛西雅沒有歌詞的純器樂演奏，充滿張力，反應著台灣社會的緊張感。

## 專輯封面
專輯封面由美術設計THOXT在2006進行拍攝，場景為中正紀念堂的牌樓，牌樓上充滿各式各樣的塗鴉，標語，還有更多的謾罵，發洩。這和阿飛西雅的創作理念出乎意料的契合，這個島嶼國家，被許多虛假的，故意的，操弄的語言符號所充斥，卻沒有太多人願意真的面對真實的歷史，思考自己的未來。

## 曲目
1. Behind The River - 07:35
2. 深春 - 06:13
3. 戰車 - 04:37
4. 雨季 - 05:18
5. This Is A Go - 05:03
6. 畢業旅行 - 05:54
7. 自由公路 - 05:25
8. 台北之晨 - 08:03

## 來源
1. ↑  小白兔唱片，阿飛西雅首賣會兩肋插刀精華
2. ↑  .   [2009年10月10日]. （原始内容存档于2009年1月6日）.

## 相關網站
- 阿飛西雅網站（页面存档备份，存于）
- 阿飛西雅Blog（页面存档备份，存于）
- 阿飛西雅的Indievox